# Sagar Thapa
Sagar Thapa (ur. 19 stycznia 1984 w Katmandu) – nepalski piłkarz występujący na pozycji obrońcy. Zawodnik klubu Himalayan Sherpa Club.

## Kariera klubowa
Thapa karierę rozpoczynał w 2002 roku w zespole Friends Club z Martyr's Memorial A Division League. W 2004 roku przeszedł do zespołu Manang Marsyangdi. W 2006 roku zdobył z nim mistrzostwo Nepalu. W tym samym roku odszedł do New Road Team, w którym grał przez kolejne 4 lata. W 2011 roku podpisał zaś kontrakt z drużyną Himalayan Sherpa Club.

## Kariera reprezentacyjna
W reprezentacji Nepalu Thapa zadebiutował w 2003 roku.